# Anna Van Ghell
Céline Anna Van Ghell dite Anna Vanghel ou Vanghell en France, est une artiste lyrique belge.

## Biographie
Anna Van Ghell est l'élève de son père qui est chef d'orchestre.
Elle débute aux théâtre des Bouffes-Parisiens, dans le rôle travesti du prince Raphael dans La Princesse de Trébizonde, le 7 décembre 1869, puis dans Les Bavardes. Elle quitte les Bouffes pour les Variétés, pour jouer le rôle de Fiorella dans Les Brigands. Elle joue Jane dans Le trône d'Ecosse d'Hervé, dans Les Cent Vierges de Charles Lecocq, Metella dans La Vie Parisienne d'Offenbach. Elle apparaît à la Salle Favart sous les traits de Rose Friquet mais après deux ou trois représentations son engagement est rompu car le répertoire ne lui convient pas et elle revient aux Variétés. Elle passe aux Folies-Dramatiques pour la reprise de La Fiancée du roi de Garbes. Elle joue le rôle de Clairette dans La Fille de madame Angot.

## Répertoire
- 1868 : Le Petit Poucet de Laurent de Rillé, livret d'Eugène Leterrier et Albert Vanloo au théâtre de l'Athénée, le 23 avril 1869 :
- 1869 : Le Petit Faust  d'Hervé au théâtre des Folies-Dramatiques : Méphisto
- 1869 : La Princesse de Trébizonde le 7 décembre 1869, théâtre des bouffes-parisiens
- 1871 : Les Brigands, théâtre des Variétés : Fiorella
- 1872 :  Les Cent Vierges de Charles Lecocq, théâtre des Variétés : Gabrielle
- 1873 : Les Dragons de Villars, février 1873, Opéra-Comique : Rose Friquet
- 1873 : La Vie parisienne, théâtre des Variétés : Métella
- 1874 : Le Parachute de Bell
- 1874 : Le Petit Faust  d'Hervé au Théâtre des Menus Plaisirs : Méphisto
- 1874 : La Vie parisienne, théâtre des Variétés : Métella
- 1875 : La Fille de madame Angot au théâtre des Folies-Dramatiques : Clairette
- 1877 : La Foire Saint-Laurent d'Offenbach, 10 février 1877
- 1877 : Rothomago, féerie, musique d'Adolphe De Groot[3], livret d'Adolphe d'Ennery, Clairville et Albert Monnier, reprise le 27 octobre 1877, au Châtelet[4].